# Народний блок Литвина
«Наро́дний блок Литвина́» — політичний альянс, створений для участі в українських парламентських виборах 2006 року.
Очолив альянс Литвин Володимир, який на той момент був головою Верховної Ради України.
До цього блоку входили такі сили:
- Народна партія
- Всеукраїнське об'єднання лівих «Справедливість»
- Українська селянська демократична партія

До першої п'ятірки блоку входили:
| 1 | Литвин Володимир Михайлович  |                                  |
| 2 | Ротару Софія Михайлівна      | співачка                         |
| 3 | Каденюк Леонід Костянтинович | космонавт                        |
| 4 | Смолій Валерій Андрійович    | Голова Інституту історії України |
| 5 | Маляренко Василь Тимофійович | Голова Верховного Суду України   |

До Верховної Ради Народний блок Литвина не потрапив, набравши 619,9 тис. голосів виборців (2,44 % із необхідних 3-х відсотків).